# 交響曲第64番 (ハイドン)
交響曲第64番 イ長調 Hob. I:64 は、フランツ・ヨーゼフ・ハイドンが1773年頃に作曲した交響曲。『時の移ろい』（ラテン語: Tempora mutantur）の愛称で知られる。

## 概要
本作はブライトコプフ・ウント・ヘルテル社の1778年のカタログに現れる。自筆譜は残っていないが、フランクフルト・アム・マインで発見された、明らかにエステルハージ家で使われたパート譜が残っており、使用された紙の研究から、1773年頃のものであることがわかった。

### 愛称の由来
『時の移ろい』という愛称は、本作のパート譜のカバーにラテン語で書かれた "Tempora mutantur"（テンポラ・ムータントゥル、「時は変わる」の意）という謎めいた言葉が由来となっている。ジョナサン・フォスターによれば、これはエリザベス朝のウェールズのエピグラム作家ジョン・オーウェンによる有名な詩の冒頭で、全文は
| 「 | 時は変わり、我々も時の中で変わる。どのようにか。人は時とともに悪くなる。 Tempora mutantur, nos et mutamur in illis. Quomodo? Fit semper tempore peior homo. | 」 |

というものであるという。この詩がハイドンの音楽とどう関係するかは議論があり、ジョナサン・フォスターはこの句を最終楽章と関係があるものと考えたが、エレーン・シスマンは第2楽章と関係があると考えた。

## 編成
オーボエ2、ホルン2、第1ヴァイオリン、第2ヴァイオリン、ヴィオラ、低音（チェロ、ファゴット、コントラバス）。

## 曲の構成
全4楽章、演奏時間は約20分。
- 第1楽章 アレグロ・コン・スピーリト
イ長調、4分の4拍子、ソナタ形式。
お使いのブラウザーでは、音声再生がサポートされていません。音声ファイルをダウンロードをお試しください。
 と  の激しい交替を特徴とする。終結主題がかなり変わっている。

- 第2楽章 ラルゴ
ニ長調、4分の3拍子、ソナタ形式。
お使いのブラウザーでは、音声再生がサポートされていません。音声ファイルをダウンロードをお試しください。
弱音器をつけたヴァイオリンによる旋律を中心とする。きわめて風変わりな曲で、カデンツが期待される場所がことごとく休符になっており、解決が延び延びにされてひどく落ち着かない[4]。最後はホルンの極端に低い音が使われ、静かに終わる。

- 第3楽章 メヌエット：アレグレット - トリオ
イ長調、4分の3拍子。
お使いのブラウザーでは、音声再生がサポートされていません。音声ファイルをダウンロードをお試しください。
お使いのブラウザーでは、音声再生がサポートされていません。音声ファイルをダウンロードをお試しください。
ロンバルド・リズム（英語版）（16分音符+付点8分音符）が多用される。トリオは素朴なレントラー風の音楽になっている。

- 第4楽章 プレスト
イ長調、2分の2拍子（アラ・ブレーヴェ）、ロンド形式。
お使いのブラウザーでは、音声再生がサポートされていません。音声ファイルをダウンロードをお試しください。
流れるような快速なフィナーレ。ロンドの主題が終わる前に突然新しいエピソードが挿入される。ロンド主題も単純に繰り返されるわけではなく、転調したり展開したりする。